# Quiñones
Quiñones ist ein spanischer Familienname ortsbezogener Herkunft, über span. quiñón (dt.: „ein Stück Ackerland“) ursprünglich abgeleitet von dem lateinischen quinio mit der Bedeutung „eine Gruppe von fünf“, der zuerst in Asturien auftrat.

## Namensträger
- Adolfo Quiñones (1955–2020), US-amerikanischer Tänzer und Schauspieler, siehe Shabba Doo
- Aenne Quiñones, deutsche Dramaturgin, Kuratorin und Theaterleiterin
- Ángelo Quiñones (* 1998), chilenischer Fußballspieler
- Carlos Quiñones († 2014), argentinischer Sänger
- Cayo Marqués de San Carlos Quiñones de León (1819–1898), spanischer Diplomat
- Colby Quiñónes (* 2003), puerto-ricanischer Fußballspieler
- Domingo Quiñones (* 1963), puerto-ricanischer Salsamusiker, Produzent und Schauspieler
- Florencia Quiñones (* 1986), argentinische Fußballspielerin
- Francisco de Quiñones († 1540), spanischer Kardinal
- Francisco de Quiñones (Militär) (* um 1540; † zwischen 1603 und 1605), spanischer Soldat, Interimsgouverneur von Chile
- Íñigo López de Mendoza y Quiñones († 1515), spanischer Adliger und Politiker
- John Quiñones (* 1952), US-amerikanischer Fernsehmoderator
- José Abelardo Quiñones Gonzales (1914–1941), peruanischer Flieger und Nationalheld
- José María Quiñones de León (1873–1957), spanischer Diplomat
- Juan Quiñones (1899–1970), chilenischer Fußballspieler
- Julián Quiñones (Julián Andrés Quiñones Quiñones, * 1997), mexikanischer Fußballspieler
- Lee Quiñones (* 1960), puerto-ricanisch-US-amerikanischer Graffiti- und Hip-Hop-Künstler
- Líber Quiñones (* 1985), uruguayischer Fußballspieler
- Luis Quiñones († 2022), kolumbianischer Boxer
- Luis Quiñones de Benavente (1581–1651), spanischer Schriftsteller
- Luis Enrique Quiñones (* 1991), kolumbianischer Fußballspieler
- Óscar Quiñones (1919–1987), peruanischer Maler und Bildhauer
- Oscar Quiñones Carrillo (* 1941), peruanischer Schachspieler
- Rafael Quiñones Vidal (1892–1988), puerto-ricanischer Journalist und Fernsehmoderator
- Suero de Quiñones (ca. 1409–ca. 1458), leonesischer Ritter, siehe Paso Honroso
- Tulio Quiñones († 1983), costa-ricanisch-peruanischer Fußballspieler